# Filtración informativa
La filtración informativa es una práctica que consiste en la entrega de documentación personal, secreta o información privilegiada a los medios de comunicación para que estos la difundan y poder así generar un efecto ya sea de denuncia, político, económico o de mero escándalo. 
Las filtraciones informativas han servido tanto para exponer las malas prácticas gubernamentales (Caso Watergate en Estados Unidos, informes filtrados a WikiLeaks, etc) hasta para arruinar la reputación de una persona u organización identificada en muchas ocasiones como adversaria por quien entrega la información.
Similar al espionaje recopila información confidencial de forma no consentida, pero a diferencia del mismo no usa como ventaja el secreto sino la publicidad de la información. No se recomienda su práctica entre los profesionales de las relaciones públicas.